# 大東乳業
大東乳業株式会社（だいとうにゅうぎょう）は、岐阜県各務原市に本社・工場を置く日本の食料品、飲料メーカー。

## 概要
1955年（昭和30年）に岐阜市で創業。1969年（昭和44年）1月に設立（法人化）。本社はその後羽島郡笠松町米野にあった米野工場内に移転し、現在は各務原市の各務原工場内に本社がある。
缶コーヒー、清涼飲料水、アルコール飲料の他、ゼリー飲料、機能性飲料、乳製品・乳飲料などの製造販売を行っているが、ODM・OEM生産が中心であり、大手企業のプライベートブランドにも数多く関わっている。

## 製品
殆どはODM・OEM生産である。また、これらの飲料の容器は缶（スチール缶、アルミ缶、、ミニボトル缶など）、ガゼットパウチ、ミニペットボトル容器など、様々である。
- コーヒー飲料
- 乳飲料
- 清涼飲料
- 乳酸菌飲料
- 豆乳飲料
- リキュール飲料
- エネルギーゼリー

## 主なOEM先
- イオングループ

TOPVALU〔トップバリュ〕ブランドの緑茶、烏龍茶、サイダー、コーラなど
- 富永食品（富永貿易の関連会社）

神戸居留地ブランドのチューハイなど

## 沿革
- 1955年（昭和30年） - 大東乳業処理工場として創業。岐阜市の給食牛乳供給指定工場であった。
- 1958年（昭和33年） - コーヒー飲料、乳飲料、清涼飲料水、乳酸菌飲料の製造販売を開始。
- 1961年（昭和36年） - 炭酸ドリンク飲料の製造販売を開始。
- 1969年（昭和44年） - 法人化し、大東乳業株式会社を設立（1月）[1]。缶コーヒーの受託製造を開始。
- 1979年（昭和54年） - 豆乳飲料の製造販売を開始。
- 1980年（昭和55年） - 加野工場が完成。
- 1984年（昭和59年） - ペットボトル飲料の受託製造を開始。
- 1988年（昭和63年） - 各務原工場が完成[2]。
- 2006年（平成4年） - ゼリー炭酸飲料を開発。
- 2008年（平成6年） - 酒類（リキュール）の製造免許を取得。
- 2013年（平成25年） - 酒類（スピリッツ）の製造免許を取得。
- 2017年（平成29年） - 閉鎖していた米野工場を解体。

## 工場
- 各務原工場　（各務原市松本町2丁目）　※各務原第2工業団地内
- 加野工場　（岐阜市向加野1丁目）

## 関連会社
- トーショービバレッジ
- トーショービバレッジ薬品